# Список этнических религий

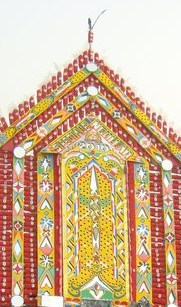
Символ обряда инициации в религии народа серер.

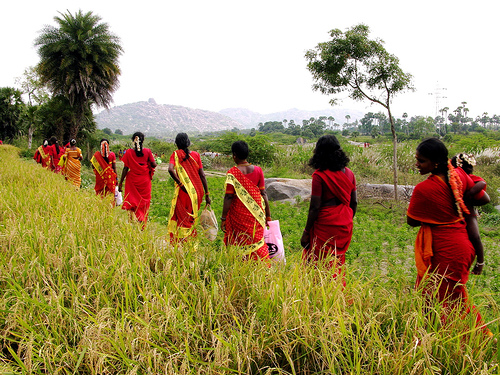
Индийские преданные Шиве во время паломничества.

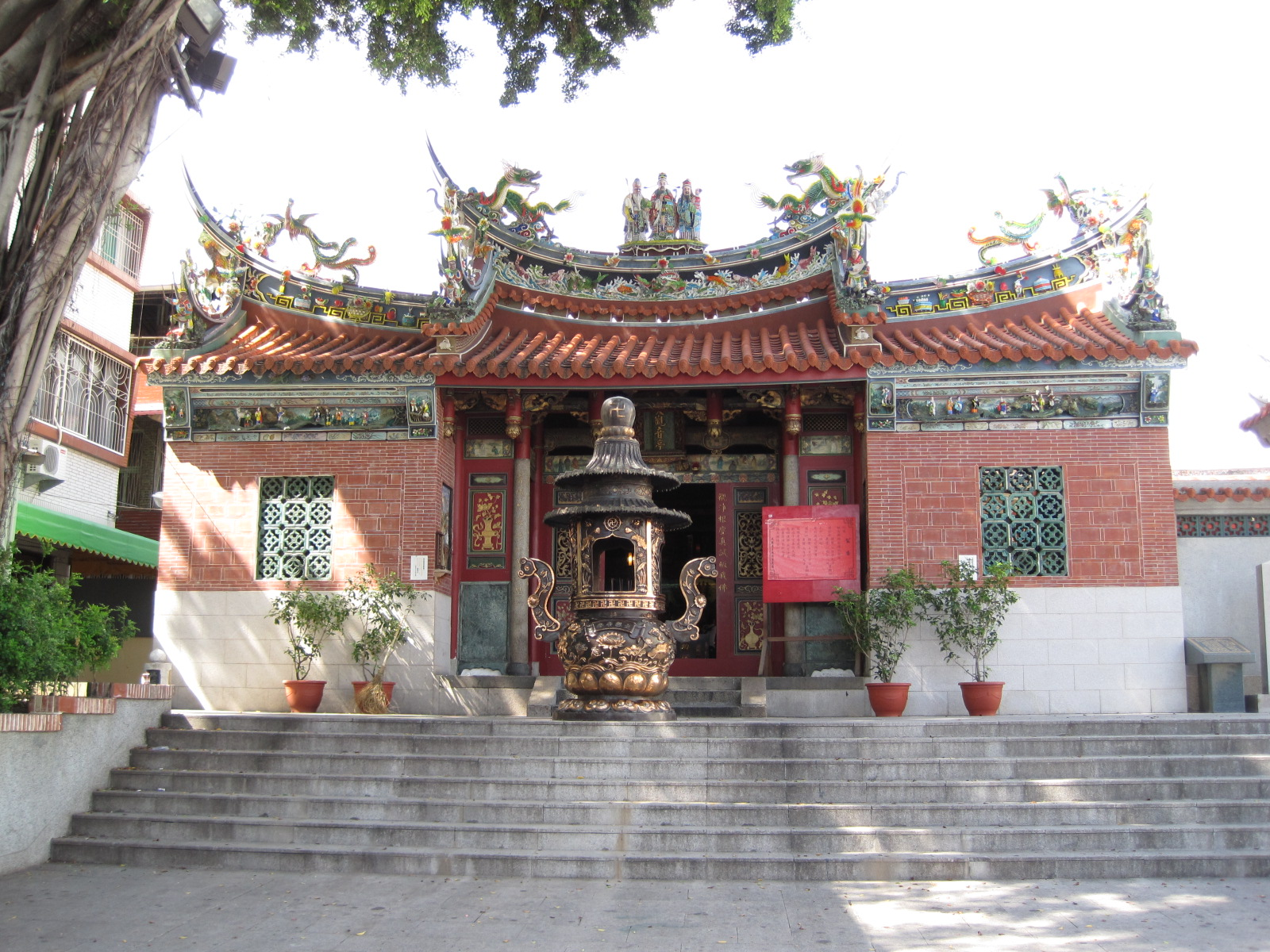
Типичный храм китайского местного божества на Тайване.

Этническими религиями (также «коренные религии»), как правило, называют религии, которые имеют отношение к той или иной этнической группе, и часто рассматривается как определяющая часть этнической идентичности.

## Африка
- Аканская религия[англ.] (Аканы в Гане и Кот-д’Ивуаре)
- Религия банту[англ.] (Банту в Центральной и Южной Африке)
- Традиционная берберская религия[англ.] (Берберы в Северной Африке)
- Религия игбо[англ.] (Игбо в юго-восточной Нигерии)
- Религия бамбути[англ.] (Бамбути (пигмеи) в бассейне Конго)
- Египетская религия (Древний Египет)
- Религия серер[англ.] (Серер в Сенегале)
- Вуду (народы Западной Африке)
- Религия йоруба[англ.] (Йоруба в Западной Африке)

## Азия
- Бон (Тибетцы)
- Шэнь цзяо и Даосизм (Китайцы-ханьцы)
- Донгбаизм[англ.] (Наси в Китае, предгорьях Гималаев)
- Дравидийская народная религия (Дравиды в Южной Индии)
- Религия друзов (Друзы на Ближнем Востоке)
- Индуизм (народы Индийского субконтинента)
- Иранские религии[англ.]
  - Осетинская традиционная религия (Осетины)
  - Учение Пир-и Рошани (Пуштуны в Афганистане)
  - Бабизм (в Персии)
  - Бахаи (в Иране и других странах)
  - Шабакизм (Курды-шабаки[англ.] в Ираке)
- Иудаизм[1] (Евреи в Израиле и других странах)
- Киратизм[англ.] или кирантизм (Кирати[англ.] (киранти) в восточной части горного Непала)
- Мусок (Корейцы)
- Мандеи (в Ираке, Иране и некоторых других странах)
- Езидизм (Курды-езиды в Ираке)
- Рюкюская религия (Рюкюсцы в Японии)
- Ijun[англ.] (Рюкюсцы в Японии)
- Самаританизм (Самаритяне в Израиле)
- Синтоизм (японцы)
- Доньи-Поло (народы северо-восточной Индии и западной Мьянмы)
- Санамахизм[англ.] (Манипури в северо-восточной Индии, Мьянме и Бангладеш)
- Сантальская религия (Санталы в Восточной Индии и дельте Ганга)
- Тенгрианство (Тюрки, монголы, болгары)
- Язданизм (Курды в северном Ираке и восточной Анатолии)
- Религия Юпик (Эскимосы и алеуты Аляски, индейцы Северо-западного побережья)
- Неспецифические:
  - Народные религии Центральной Азии
  - Народные религии Сибири
  - Тюркско-монгольская религия Центральной Азии

## Америка
- Религия Юпик (Эскимосы и алеуты Аляски, индейцы Северо-западного побережья)
- Религия инуитов (Инуиты Северной Америки и Гренландии)
- Традиционные верования анишинаабе[англ.] (Анишинаабе в США и Канаде)
- Религии Мезоамерики[англ.] (народы Мезоамерики)
- Санта Муэрте (в США и Мексике)
- Религия майя (в западном Гондурасе, Гватемале, Белизе и юго-восточной Мексике)

## Европа

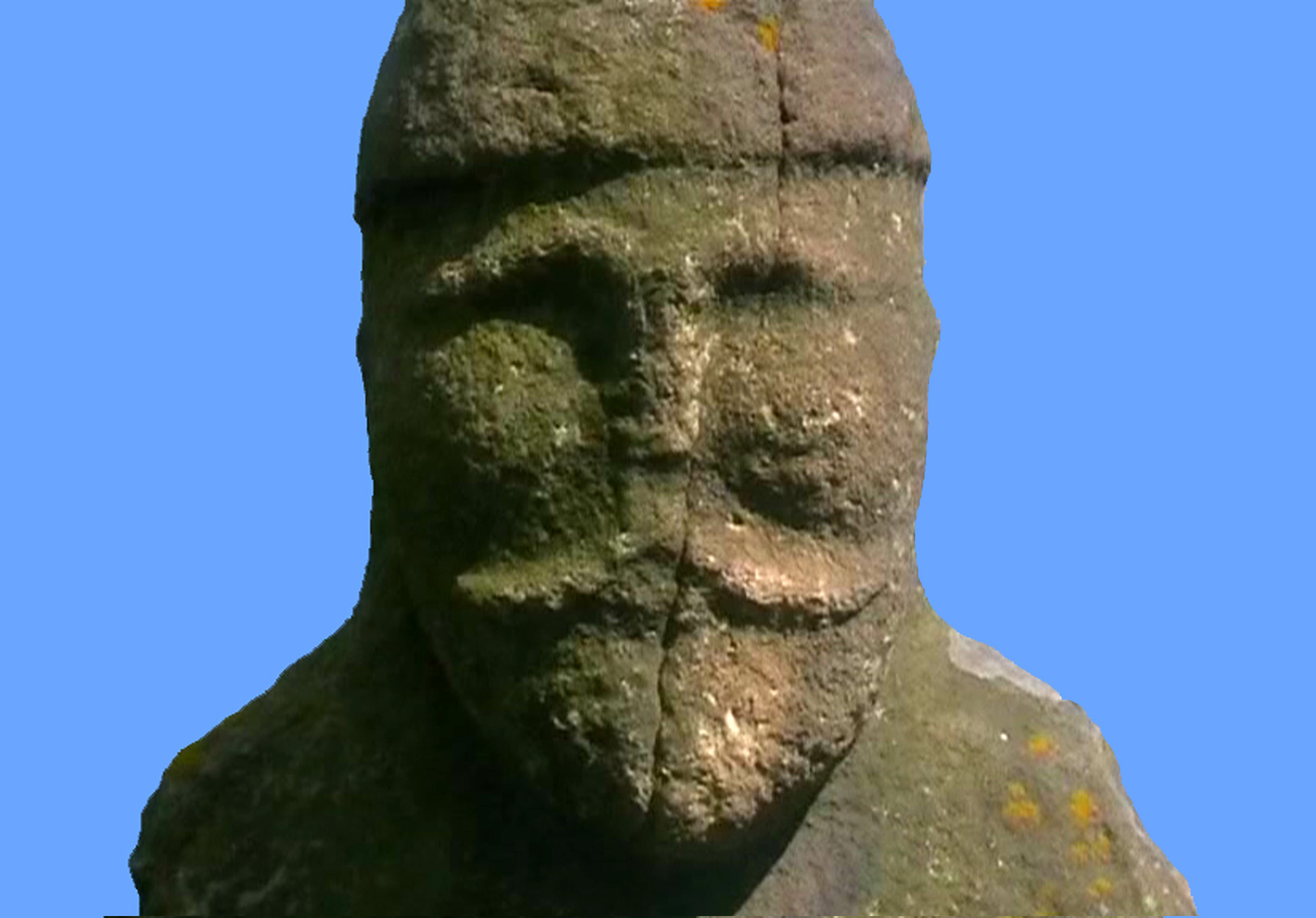
Половецкая статуя. XI век, Украина

- Армянская мифология (дохристианские армяне)
- Балтийская мифология (дохристианские балтийские народы)
- Баскская мифология (дохристианские баски)
- Вайнахская мифология (вайнахи на Кавказе)
- Германское язычество (дохристианские тевтонцы и германцы)
- Греческая мифология (дохристианские греки)
- Грузинская мифология (дохристианская Колхида на южном Кавказе)
- Кельтское язычество (бритты, кумбрийцы, гэлы, мэнцы, пикты, галлеки на территории современной Ирландии, Шотландии, Уэльса, острова Мэнн и Галисии в Португалии)
- Прибалтийско-финская мифология[англ.] (финны, эстонцы, выру, сету, карелы, людики, ливвики, вепсы, ижора, водь, ливы в восточной Скандинавии и Прибалтике)
- Марийская традиционная религия
- Римская религия (дохристианские римляне)
- Саамская мифология (саамы Скандинавии)
- Скандинавская мифология (дохристианские древние скандинавы и викинги Скандинавии)
- Славянское язычество (дохристианские славяне)
- Фракийская мифология, Палеобалканская мифология[англ.] (даки, фракийцы, иллирийцы)
- Этрусская мифология (этруски северо-запада Апеннинского полуострова)
- Народное христианство